# Fagosoma
Il fagosoma è il risultato della fagocitosi ed è un vacuolo intracitoplasmatico che si forma quando una cellula eucariota ingloba materiale estraneo. Nel corpo umano la fagocitosi è svolta essenzialmente da cellule del sistema immunitario (fagocita).

## Descrizione
Il fagosoma si produce quando gli pseudopodi del fagocita avvolgono il materiale extra cellulare e successivamente si fondono portando il materiale inglobato nella vescicola neo-formata all'interno del citosol come vacuolo fagosomico. Il tutto avviene senza che nessuna parte del materiale estraneo passi libero nel citosol ma rimane ben circoscritto da una membrana. A questo punto il fagosoma va a fondersi con uno o più lisosomi e si viene a formare il fagolisosoma in cui gli enzimi litici insieme con i composti tossici dell'ossigeno (perossido d'idrogeno, ione ossidrile, anione superossido, ossigeno singoletto) provenienti dal lisosoma vanno a degradare il materiale estraneo.
I residui della degradazione del fagosoma possono essere eliminati all'esterno per esocitosi: il processo inverso alla endocitosi.